# 자극화 변환
자극화 변환(reduction to the pole)은 임의의 복각을 가지는 지역에서 조사된 자력이상을 복각이 90도 인 지역 즉, 극지방에서 나타나는 자력효과로 변환시키는 수학적 방법이다. 실제 지질학적 모양이 매우 단순한 자력원의 경우도 탐사지역에 따라 그 형태가 매우 다르게 나타나므로 총 자기이상도를 해석하는데 어려움이 있다. 자극화 변환된 자기이상도는 정성적인 해석을 비교적 용이하게 해줄 뿐 아니라, 지하 지질구조의 모델링을 위한 정량적 해석을 실시할 때도 자화방향에 따라 서로 다르게 나타나는 자력이상도에서의 복잡성을 피할 수 있어 계산을 단순하게 하는 장점이 있다.
자극화 변환을 수행하는 방법은 여러 가지가 있으나, Gunn(1975)에 의한 파수영역에서의 2차원 자극화 변환 필터링 방법은 다음과 같다.
위에서 Kx, Ky는 각각 X및 Y방향의 파수이고, L, M, N과 l, m, n은 각각 지구 자기장의 방향에 대한 방향 여현과 자극화에 대한 방향 여현이다.

## 참고자료
- 주지안, <무안지역에서의 중력 및 자력탐사>, 1993, 서울대학교 대학원 과학교육과.